# Alliant Techsystems
Alliant Techsystems, Inc. (скорочення ATK) — американська оборонна, аерокосмічна компанія зі штаб-квартирою у місті Арлінгтон штат Вірджинія. 
Компанія працює в 22 штатах, Пуерто-Рико та інших країнах.

## Історія
ATK була утворена в результаті відділення оборонної та аерокосмічної частини бізнесу від Honeywell в 1990 році. До цього Honeywell поставляла продукцію оборонного призначення в США і для їх союзників протягом останніх 50 років.